# 神奈川県立外語短期大学付属高等学校
神奈川県立外語短期大学付属高等学校（かながわけんりつ がいごたんきだいがくふぞくこうとうがっこう）は、かつて神奈川県横浜市磯子区岡村にあった公立高等学校。
神奈川県立外語短期大学の附属学校で、通称は「外短」（がいたん）または「外語」（がいご）。2008年に神奈川県立六ツ川高等学校と統合され、神奈川県立横浜国際高等学校となる。

## 沿革
1965年に外国語専門の高等学校として開校し、その後に同敷地内に短期大学が開校した。短期大学が開校と同時に付属高校となり、歴史は高校のほうが古い。
- 1965年 - 神奈川県立貿易外語高等学校開校
- 1968年 - 校地内に神奈川県立外語短期大学を創設。それにより神奈川県立外語短期大学付属高等学校と校名を改称。
- 2003年 - 文部科学省よりSELHiの指定を受ける。
- 2005年 - 同年度より、英語のみの独自入試を始めた。旧学区は全県であった。
- 2006年 - 3年間の研究期間を終え、SELHiの指定を再び受ける。
- 2007年 - 県教育委員会から「学力向上進学重点校」10校のうちの1校に選ばれた。
- 2008年 - 神奈川県立六ツ川高等学校と再編統合し、神奈川県立横浜国際高等学校となる。

## 教育課程
全日制貿易外語科のみを有した。1年生次の英語の単位数は普通校の約2倍で、2年生次以降でさらに英語科目の単位数を増やすことも可能であった。第二外国語や2,3年次に必須の日本語、英語の課題研究など語学に関する科目が多いことが特徴であった。倫理、物理の授業はなかった。

## 入学試験
後期選抜では国語、数学、理科、社会は全県共通入学試験問題を採用し、英語のみ本校独自入学試験問題を採用していた。

## 著名な卒業生
- 内田恭子 - フリーアナウンサー、元フジテレビ
- 梶原しげる - フリーアナウンサー、元文化放送
- 中井亜希 - フリーアナウンサー、元NHK
- 三田佐代子 - フリーアナウンサー
- かしわ哲 - 歌手、NHK「おかあさんといっしょ」5代目うたのおにいさん
- 早坂あきよ - 元タレント
- 宮嶋泰子 - テレビ朝日スポーツコメンテーター・元アナウンサー
- 菊地章太 - 宗教史学者、東洋大学名誉教授
- 小林武彦 - 東京大学教授、日本学術会議会員、元日本遺伝学会会長
- 相原恭子 - 著作家、写真家
- 出口保行 - 犯罪心理学者
- 佐々木かをり - イー・ウーマン代表取締役社長など